# Ritter Sport

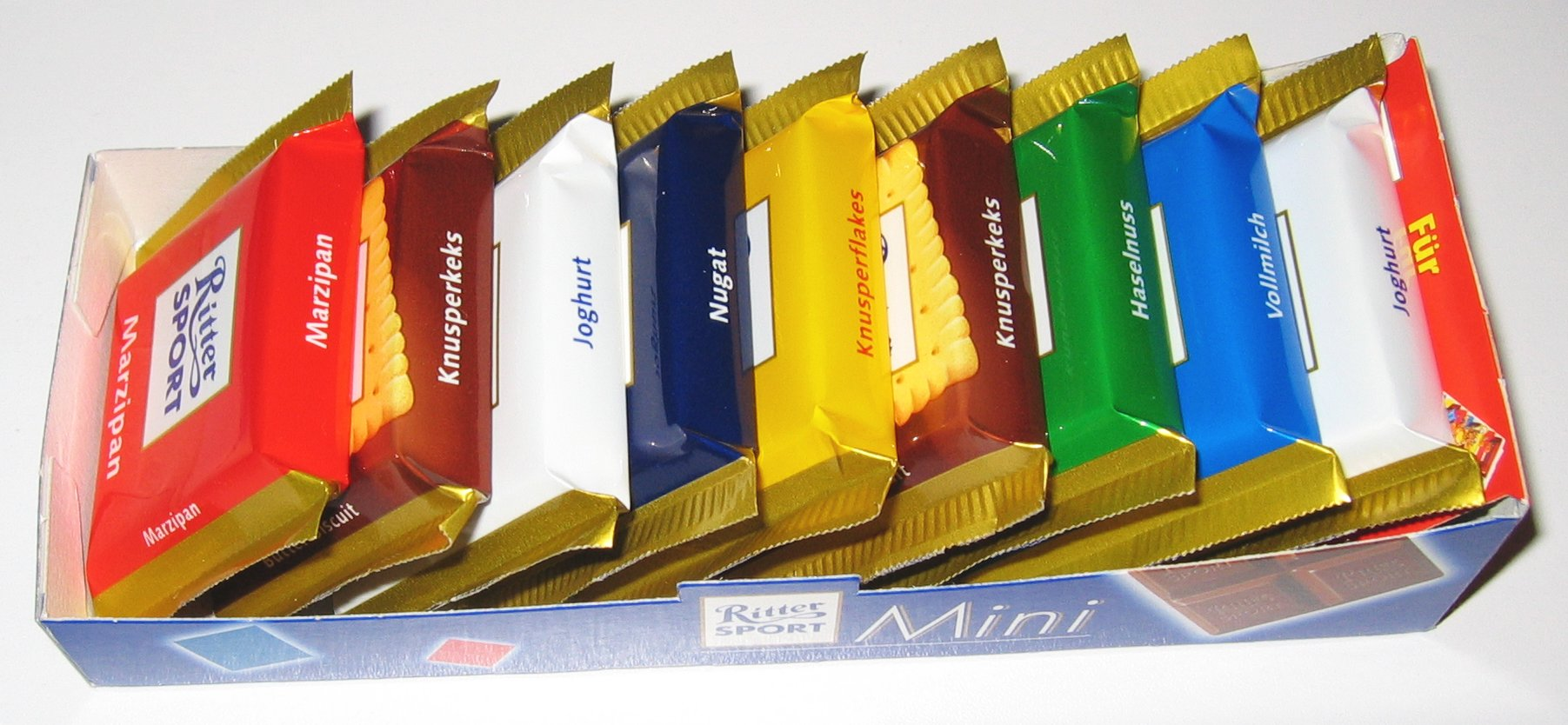
Ritter Sport minirepen

Ritter Sport is een chocolademerk van Alfred Ritter GmbH & Co. KG. dat zijn hoofdkwartier heeft in Waldenbuch, Duitsland.
Het merk brengt vierkante chocoladerepen in verschillende smaakvarianten uit. De standaardrepen zijn verdeeld in 16 vierkantjes in een vier-bij-vierpatroon. Er bestaan ook mini-varianten in een twee-bij-tweepatroon.

## Geschiedenis
In 1912 startten Alfred Ritter en zijn vrouw Clara een chocoladefabriek in Stuttgart-Bad Cannstatt. Later introduceerden ze hun eigen chocolademerk, Alrika (Alfred Ritter Cannstatt). Toen de fabriek een uitbreiding nodig had, verhuisde de fabricage in 1930 naar Waldenbuch, net buiten Stuttgart.
De chocolade Ritter's Sport Schokolade die wordt geproduceerd in zijn huidige vorm is te danken aan een idee van Clara in 1932 om een chocoladereep te maken die in elke sportjas past zonder te breken.
Het Bundesgerichtshof, de hoogste Duitse rechter, oordeelde in 2020 dat Ritter het alleenrecht heeft op vierkante chocoladerepen.